# Kurt Harter
Kurt Bruno Harter (* 12. Februar 1858 in Neudörfchen; † 24. Dezember 1936 in Mittweida) war ein deutscher Politiker (Konservativer Landesverein in Sachsen, DNVP).

## Leben
Harter wurde als Sohn des Gutsbesitzers Bruno Harter und der Franziska Adelheid, geb. Uhlemann 1858 in Neudörfchen geboren. Sein Onkel war der sächsische Landtagsabgeordnete und Gutsbesitzer Guido Uhlemann. Nach dem Studium promovierte er als Tierarzt. Harter übernahm das väterliche Gut in Neudörfchen. 1911 erhielt er den Ehrentitel eines Ökonomierats. Ab Mai 1889 war er mit der Tochter Margarethe Selma des ehemaligen Mittweidaer Bürgermeisters Gustav Leopold Stumme verheiratet.
Von 1897 bis 1918 war Harter als Vertreter des 28. ländlichen Wahlkreises für den Konservativen Landesverein in Sachsen Abgeordneter der II. Kammer des Sächsischen Landtages, 1919/20 Mitglied der Sächsischen Volkskammer (DNVP).